# Sophie Maintigneux
Sophie Maintigneux (* 1961 en París) es una directora de fotografía francesa.
A los veintitrés años realizó la cinematografía para "El Rayo Verde" de Éric Rohmer, película que, en 1986, se llevó el León de Oro en el Festival de cine de Venecia. En 1987 se encargó de la fotografía de la película King Lear de Jean-Luc Godard. Entre otros galardones cabe destacar, en 1990, el premio que Maintigneux recibe de la Crítica Alemana (Deutschen Kritikerpreis) y la obtención en 2003 del Deutscher Kamerapreis por su trabajo en el documental "Damen und Herren ab 65", dirigido por Lilo Mangelsdorff.
Desde 1990 compagina sus trabajos cinematográficos con la enseñanza del medio, siendo docente titular de la Deutsche Film- und Fernsehakademie Berlin a partir de 2006.

## Filmografía (selección)
- 1985: El rayo verde (Le rayon vert)
- 1986: Cuatro aventuras de Reinette und Mirabelle (Quatre aventures de Reinette et Mirabelle)
- 1987: King Lear
- 1989: Überall ist es besser, wo wir nicht sind
- 1990: Winckelmanns Reisen
- 1991: Liebe auf den ersten Blick
- 1991: Ostkreuz
- 1992: Das Tripas Coração
- 1992: Rosa Negra
- 1993: Frankie, Jonny & die anderen
- 1994: Abbie Conant – Allein unter Männern
- 1995: Küß mich!
- 1997: Nach dem Spiel
- 1998: F. est un salaud
- 1999: Mit Haut und Haar
- 1999: Zornige Küsse
- 2000: L'Amour, l'argent, l'amour
- 2001: Gotteszell – Ein Frauengefängnis
- 2001: Heidi M.
- 2001: Venus Boyz
- 2002: Damen und Herren ab 65
- 2002: Ich werde reich und glücklich
- 2003: NeuFundLand
- 2003: Liebe dich...
- 2003: Liebe und Verlangen
- 2005: Schattenväter
- 2005: Siehst Du mich?
- 2006: Krieg der Frauen
- 2007: Hannah
- 2009: Alter und Schönheit
- 2009: Fräulein Stinnes fährt um die Welt